# Juhuri
Le juhuri (çuhuri, жугьури, ז׳אוּהאוּראִ) ou judéo-tat est la langue traditionnelle des Juhuro, les Juifs des montagnes de l'Est du Caucase, en Azerbaïdjan et au Daghestan. Dans cette langue, juhuri signifie juif et Juhuro les Juifs.
Cette langue est une proche parente du persan, elle fait partie du groupe du Sud-Ouest de la branche iranienne des langues indo-européennes. Elle est proche, mais différente, de la langue parlée par les Tats musulmans et chrétiens.
Le juhuri comporte des éléments sémitiques à tous les niveaux linguistiques, notamment le son hébreu ʿAyin (ע) alors qu'aucune des langues voisines ne le connaît.
Au début du XXe siècle, le juhuri était écrit en caractères hébreux, puis dans les années 1920 dans un alphabet latin adapté, et enfin en caractères cyrilliques. Récemment, l'utilisation de l'alphabet hébreu connaît un certain regain de popularité.
Le site www.ethnologue.com estime[réf. à confirmer], sans mentionner de source, le nombre de locuteurs de cette langue à 101 000, soit :
- Israël : 70 000 ;
- Azerbaïdjan : 24 000 ;
- Russie : 7 000.